# Научно-исследовательский институт спасания и подводных технологий
Научно-исследовательский институт (спасания и подводных технологий) ВУНЦ ВМФ «Военно-морская академия» (НИИ СиПТ ВУНЦ ВМФ «Военно-морская академия») — научно-исследовательская организация Министерства обороны Российской Федерации (Минобороны России), 5-й филиал ВУНЦ ВМФ «Военно-морская академия».
Институт является головной научно-исследовательской организацией в области формирования и развития системы ПСО, предотвращения и ликвидации чрезвычайных ситуаций на море и водных бассейнах России.
Институт известен как единственный в России прикладной научно-исследовательский центр, занимающийся развитием аварийно-спасательного дела, средств и способов проведения водолазных, судоподъёмных и глубоководных работ.

## История
Институт был образован 3 января 1945 года. В этот день циркуляром начальника Главного морского штаба № 038 был объявлен штат (№ 12/447) научно-исследовательского института Аварийно-спасательной службы ВМФ СССР (АСС ВМФ СССР). Институт был размещён в городе Ораниенбаум Ленинградской области.
В конце 1948 года в подчинение института были переданы проектно-судоподъёмное бюро АСС ВМФ, отряд опытовых кораблей и станция подводной сварки.
В 1949 году — институт переименован в НИИ № 11 ВМС (в/ч 56100).
В 1957 году — НИИ № 11 вошёл в состав ЦНИИ Военного Кораблестроения ВМФ на правах управления № 7.
В августе 1961 года, в соответствии с Постановлением Совета министров СССР «О мероприятиях по развитию аварийно-спасательных средств для Военно-Морского Флота» на базе 7-го управления ЦНИИ Военного Кораблестроения ВМФ, проектно-судоподъёмного бюро АСС ВМФ и 12-й гидрорекомпрессионной станции была сформирована 220-я Центральная научно-исследовательская лаборатория аварийно-спасательного дела Министерства обороны (220 ЦНИЛ АСД МО — в/ч 20914).
23 ноября 1961 года 220 ЦНИЛ АСД МО приказом Главнокомандующего ВМФ № 00130 была переименована в 91-й научно-исследовательский и испытательный центр АСД МО с некоторым изменением структуры.
В июне 1968 года — 91 НИИЦ АСД МО был реформирован в 40-й Научно-исследовательский институт аварийно-спасательного дела и глубоководных работ Министерства обороны СССР.
В 1967 году специалисты научно-исследовательского центра подготовили техническое задание на проектирование и строительство подводной базы-лаборатории проекта 1840, затем использовавшейся для организации длительных водолазных работ на глубинах до 300 метров. 
В марте 1993 года, Постановлением Правительства Российской Федерации № 174, 40 НИИ АСД признан головной научной организацией в области ликвидации чрезвычайных ситуаций на море и водоёмах России и преобразован в 40-й Государственный научно-исследовательский институт аварийно-спасательного дела, водолазных и глубоководных работ Министерства обороны Российской Федерации. При институте создан Координационный научно-технический совет (КНТС).

## Участие в подъёме затонувших кораблей
Специалисты института на протяжении всей истории принимали активное участие во множестве судоподъёмных работ, взаимодействуя с другими ведомствами и предприятиями промышленности, и получили широкое признание.

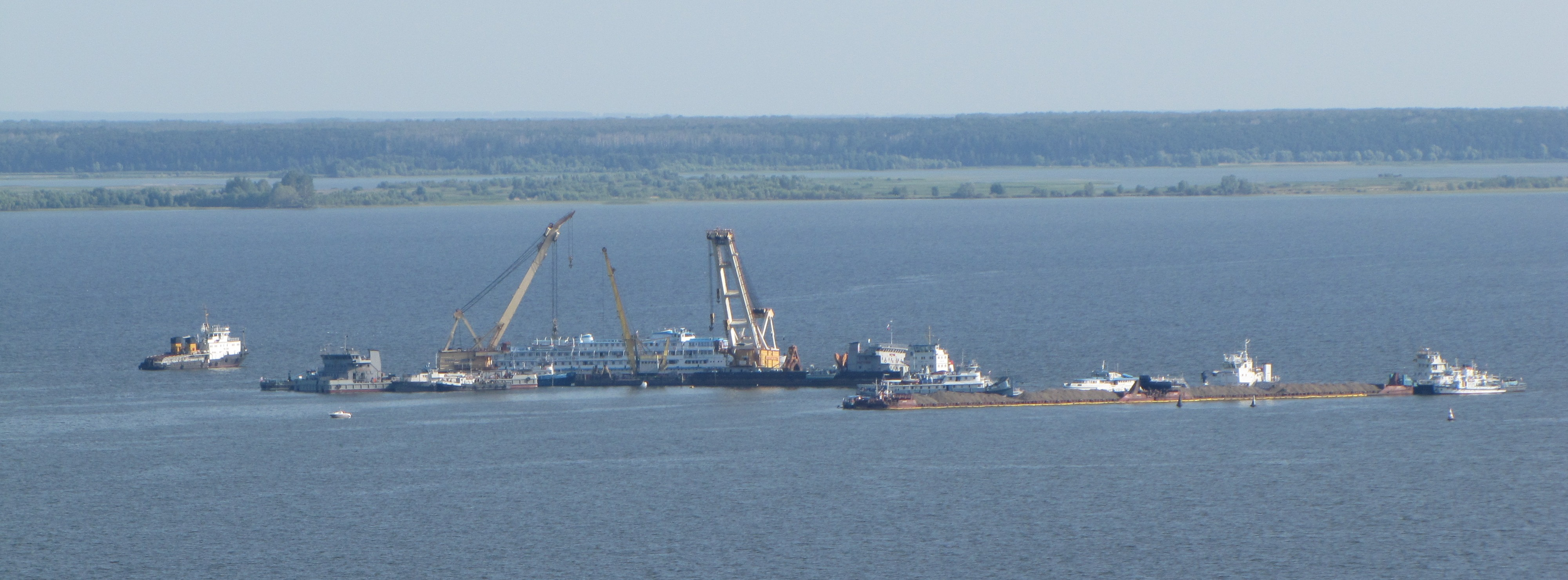
Спасательная операция на месте крушения теплохода «Булгария».

За последние годы специалисты института — произвели работы по подъёму:
- атомного подводного крейсера К-141 «Курск» в 2001 году,
- теплохода «Каунас», врезавшегося на Неве в опору Литейного моста в 2002 году,
- подводной лодки С-189 в 2005 году, ставшей кораблём-музеем в Санкт-Петербурге,
- лоцманского судна «Петербург» со дна Финского залива в 2009 году,
- списанного гидрографического судна «Аскольд» в 2010 году.

Сотрудники института совершили транспортировку выведенных из эксплуатации подводных лодок, включая первенец атомного подводного флота К-3 «Ленинский комсомол» и уникальный перевод на речных судоподъёмных понтонах из Кронштадта в Тольятти подводной лодки-музея Б-307.
В 2011 году специалисты института приняли самое активное участие в судоподъёмной операции пассажирского дизель-электрохода «Булгария».
За испытательные работы десятки военнослужащих 40 Государственного Научно-исследовательского института Минобороны России были награждены орденами и медалями, водолазам-испытателям А. И. Ватагину и Л. М. Солодкову присвоено звание Героев Советского Союза, а офицеры А. Г. Храмов и В. С. Сластён за погружение на 500 м получили звание Героев России; начальник Ломоносовского 328-го экспедиционного аварийно-спасательного отряда при 40 ГНИИ А. Н. Звягинцев, участвовавший в глубоководной операции по подъёму ПЛ «Курск» в Баренцевом море, удостоен звания Герой России.

## Перспективы
До конца 2015 года в Пушкине (Санкт-Петербург) намечалось создать учебно-тренировочный центр (УТЦ) по подготовке личного состава подводных лодок ВМФ России, соответствующий тендер был размещён ОАО «Главное управление обустройства войск» на сайте госзакупок. Согласно конкурсной документации, новый УТЦ, который построят на территории пушкинского филиала ВУНЦ ВМФ «Военно-морская академия», обойдётся Министерству обороны в 753 млн рублей. УТЦ будет представлять из себя комплекс, в который войдёт:
- 6-этажное здание общей площадью около 10 000 м2,
- водолазная башня высотой 18 м,
- плавательный бассейн,
- специальное тренировочное оборудование.

Его разработкой займётся ЦКБ морской техники «Рубин», которое уже более 30 лет является головным поставщиком учебно-тренировочной техники для ВМФ. Планируется, что на базе комплекса подводники будут отрабатывать действия по борьбе за живучесть корабля, а также проходить спасательную и легководолазную подготовку. Проектирование пушкинского УТЦ должно быть завершено к 15.8.2014, сдача объекта намечена на 1.12.2015.

## Начальники института
- 1961—1967 — контр-адмирал С. Д. Зюзин
- 1967—1975 — контр-адмирал Ерёменко Павел Петрович
- 1975—1990 — контр-адмирал В. Л. Зарембовский
- 1990—1993 — контр-адмирал А. И. Пивак
- 1999—2003 — вице-адмирал Сухачёв Юрий Александрович
- 2003—2010 — контр-адмирал Калинин Виктор Васильевич.
- 2010—2012 — капитан 1 ранга А. Н. Звягинцев
- 2012—2020 — капитан 1 ранга Башмаков Сергей Валентинович[источник не указан 3755 дней][4].
- 2020—н.в. — капитан 1 ранга Береговой Владимир Андреевич